# Nikola Vasiljević
Nikola Vasiljević (sinh ngày 30 tháng 6 năm 1991) là một cầu thủ bóng đá người Serbia.

## Sự nghiệp câu lạc bộ
Nikola Vasiljević đã từng chơi cho Tokushima Vortis.